# Olimpijska Hala Sportowa
Olimpijska Hala Sportowa (gr. Ολυμπιακό Κλειστό Γυμναστήριο; od 2016 honorowo jako Kryta Hala Sportowa im. Nikosa Galisa w Atenach, gr. Κλειστό Γήπεδο Μπάσκετ Νίκος Γκάλης του ΟΑΚΑ), również znana jako Altion Arena – hala widowiskowo-sportowa w Amarusi niedaleko Aten. Była największą krytą halą używaną do organizacji Letnich Igrzysk Olimpijskich w 2004. Jest częścią Olimpijskiego Kompleksu Sportowego Aten (OAKA) «Spiros Luis» (gr. OAKA «Σπύρος Λούης»). 
Oprócz hali widowiskowo-sportowej pojemności 19 250 zawiera również obiekt treningowy. Od 2016 roku nosi imię znanego greckiego koszykarza Nikosa Galisa.

## Konstrukcja
Olympic Indoor Hall została zbudowana w 1995 roku. Wyróżnia się charakterystycznym dachem w kształcie litery A, który składa się z czterech 35 metrowych filarów, które są od siebie oddalone o 108 metrów. Jest skonstruowana tak, by w ciągu dnia do środka areny dociera światło dzienne.
Hala może pomieścić do 17 600 miejsc na imprezy gimnastyczne, chociaż tylko 12 500 miejsc zostało udostępnionych publicznie na zawody gimnastyczne na Letnich Igrzyskach Olimpijskich w 2004 roku. Mieści do 18 989 miejsc na mecze koszykówki, w tym 18 500 miejsc regularnych dla kibiców, 300 miejsc dla przedstawicieli mediów i 189 miejsc dla VIP-ów.
Została remontowana w latach 2002–2004 z powodu Letnich Igrzysk Olimpijskich, w którym była jedną z hal organizujących w 2004, oraz ponownie w 2016.

## Użycie podczas Letnich Igrzysk Olimpijskich w 2004
Olympic Indoor Hall służyła do gimnastyki artystycznej, a także była gospodarzem finałów meczów koszykówki na Letnich Igrzyskach Olimpijskich 2004.  Renowacja budynku na igrzyska została zakończona 30 czerwca 2004, a oficjalne otwarcie nastąpiło 10 sierpnia 2004.

## Koszykówka
Hala jest boiskiem domowym dla profesjonalnego klubu koszykówki Greek Basket League, Panathinaikos BC. Był również używany jako boisko domowe dla Maroussi BC.
- Arena była używana do organizacji etapów ćwierćfinałów, półfinałów i finałów Mistrzostw Świata w Koszykówce Mężczyzn 1998[8]. Jest również boiskiem domowym reprezentacji Grecji w koszykówce mężczyzn.
- W dniach 4 i 6 maja 2007 w hali odbył się półfinał i finał sezonu 2006–07 Euroligi, który zwyciężyła domowa drużyna, Panathinaikos[9].
- 9 grudnia 2007 FIBA ogłosiła, że Olympic Indoor Hall została wybrana na gospodarza Olimpijskiego Turnieju Kwalifikacyjnego FIBA 2008 do Letnich Igrzysk Olimpijskich 2008[10].  Podczas turnieju kwalifikacyjnego gospodarze Grecja, wraz z reprezentacjami koszykówki Niemiec i Chorwacji, zakwalifikowali się do finałowego olimpijskiego turnieju koszykówki w 2008 roku[11].
- 5 kwietnia 2018 roku ogłoszono, że w hali odbędzie się finał Ligi Mistrzów Koszykówki 2018, podczas którego gospodarzem był klub AEK Ateny[12].

## Wydarzenia
W 2006 roku 18 i 20 maja odbył się tu 51. Konkurs Piosenki Eurowizji, który odbył się w Atenach po zwycięstwie greckiej reprezentantki Eleny Paparizou na konkursie w 2005. W hali dla widzów dostępnych było 15 000 miejsc, na obydwa koncerty – półfinał i finał. Niektórzy artyści, którzy wystąpili na Olympic Indoor Hall to: Maluma, Pearl Jam, Enrique Iglesias, Depeche Mode, Jennifer Lopez, Björk, Beyoncé, Slayer, Shakira, Roger Waters, Aloha from Hell, Tokio Hotel, Elena Paparizou, Sakis Ruwas i Ana Wisi.